# Maksymilian de Vidal
Maksymilian Ludwik Tadeusz Józef Jan de Vidal herbu Szranki (ur. 19 marca 1861 w Warszawie, zm. 4 października 1934 tamże) – polski urzędnik.

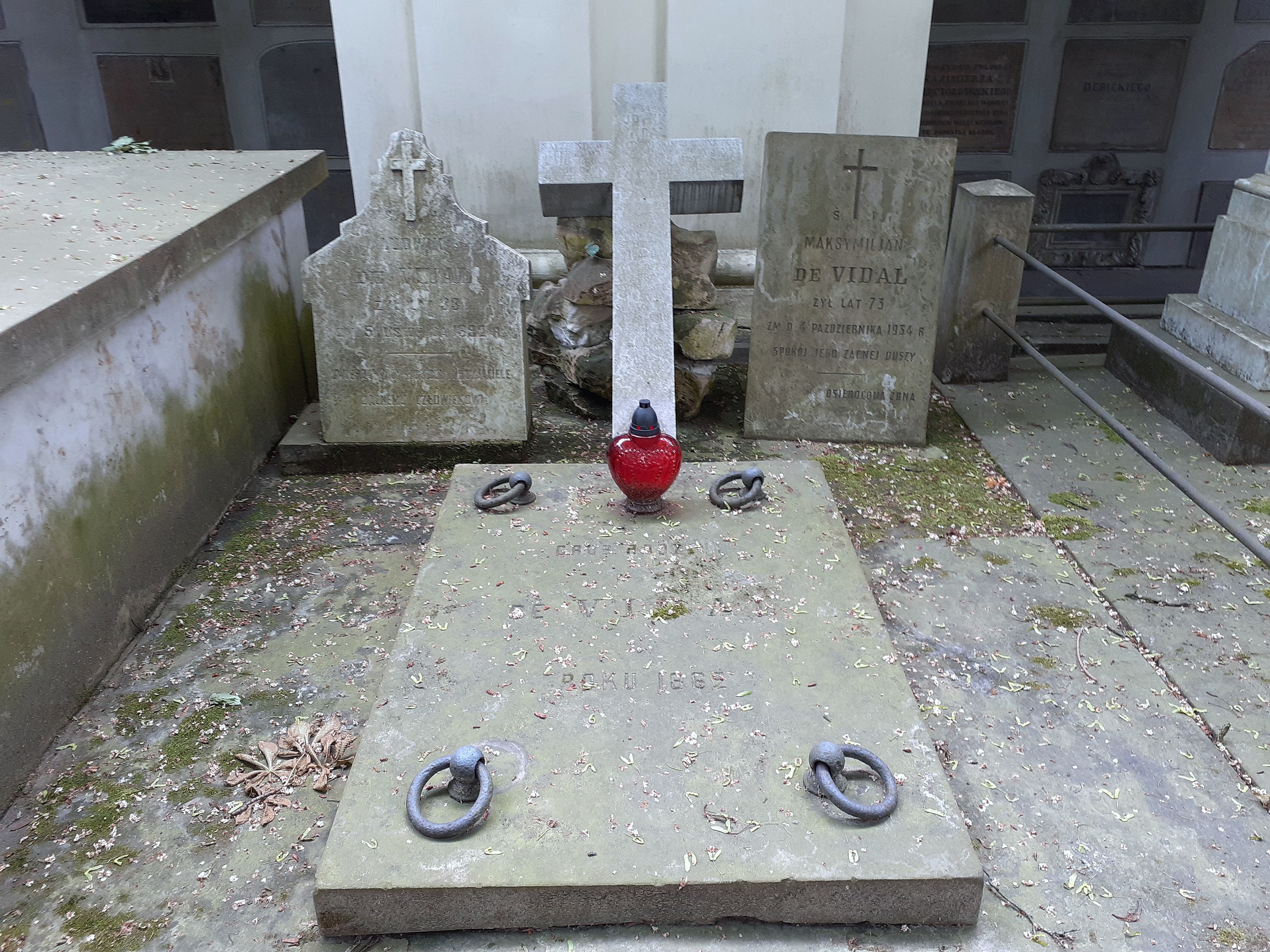
Grobowiec rodzinny Maksymiliana de Vidala

## Życiorys
Maksymilian Ludwik Tadeusz Józef Jan de Vidal urodził się 19 marca 1861 w Warszawie. Był synem Anny i Ludwika (1811–1862, radca dworu, naczelnik wydziału korespondencji zagranicznej Banku Polskiego, redaktor „Kuriera Warszawskiego”).
W latach 90. XIX wieku był członkiem zarządu i buchalterem kasy pożyczkowo-rzemieślniczej nr 5 przy ulicy Solnej w Warszawie. Na przełomie XIX/XX wieku pracował jako urzędnik w policji w zaboru rosyjskiego, był młodszym pomocnikiem referenta kancelarii warszawskiego oberpolicmajstra, później sekretarzem warszawskiego oberpolicmajstra władz zaboru austriackiego. 1 października 1905 został wybrany członkiem Archikonfraterni Literackiej w Warszawie. Pełnił funkcję naczelnika wydziału kontroli służących. U schyłku I wojny światowej w połowie 1918 jako sekretarz warszawskiego oberpolicmajstra powrócił do Warszawy. Otrzymał tytuł radcy dworu. Po odzyskaniu przez Polskę niepodległości na przełomie stycznia i lutego 1921 został mianowany referentem urzędu starostwa powiatu warszawskiego, był także naczelnikiem kancelarii powiatowej starostwa warszawskiego. Później przeniesiony na emeryturę. Jego żoną była Julia Mamerta z domu Różańska (zm. 1958).
Zmarł 4 października 1934 w wieku 73 lat. Został pochowany na cmentarzu Powązkowskim (kwatera Pod katakumbami-1-161/162) 8 października 1934.

## Odznaczenia
- Order Świętego Stanisława III klasy – Imperium Rosyjskie (1896)[1]
- Tytuł Oficera Akademii Paryskiej z prawem noszenia palmy akademickiej – Francja (1905)[4][9][10][14]
- Krzyż Komandorski Orderu Gwiazdy Czarnej – Francja (1915)[14]
- Krzyż Pro Ecclesia et Pontifice – Watykan[4]
- Order Lwa i Słońca – Persja[4]
- wiele innych odznaczeń zagranicznych[4][5]